# Yogyakarta
La regione speciale di Yogyakarta (anche Jogjakarta prima del 1972 o Jogja) è una città e provincia dell'isola di Giava in Indonesia con circa 3 milioni di abitanti. È l'unica provincia ad essere composta da un sultanato precoloniale (quello di Ngayogyakarta Hadiningrat) e da un Principato (quello di Pakualaman).

## Storia
Quando venne proclamata l'indipendenza dell'Indonesia al termine della seconda guerra mondiale, i regnanti locali, il sultano di Yogyakarta ed il principe di Pakualaman, dichiararono ufficialmente la loro fedeltà alla repubblica dell'Indonesia. Venne creata così la regione speciale di Yogyakarta, della quale venne posto a capo il sultano come governatore di Yogyakarta ed il principe di Pakualaman come vice governatore. La regione speciale venne ufficialmente legalizzata il 3 agosto 1950.
La situazione creatasi, dunque, costituisce un ibrido d'unione tra la precedente situazione monarchica e la nuova politica repubblicana che hanno trovato un perfetto equilibrio.
I due sovrani mantenendo i loro titoli reali assunsero anche, per sé e per i loro discendenti, i ruoli di governatore della regione speciale (Sultano di Yogyakarta) e di vicegovernatore (Principe di Pakualaman).

## Geografia

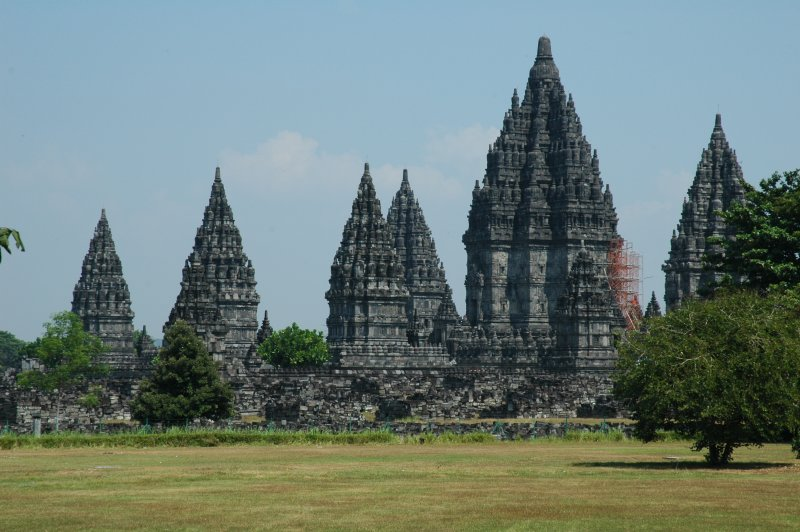
Il complesso di Prambanan

La città è conosciuta come il centro della cultura e dell'arte giavanese (batik, teatro, musica, poesia e spettacoli di burattini). La regione speciale di Yogyakarta ha un'area totale di 3133,15 km². Nel maggio del 2006 la città è stata colpita da un gravissimo terremoto che ha provocato la morte di circa 6 000 persone.

## Geografia antropica

### Suddivisioni amministrative
È suddivisa in 4 reggenze (kabupaten) ed una città (kota):
- Kota Yogyakarta (32,5 km²)
- reggenza di Sleman (574,82 km²)
- reggenza di Bantul (506,86 km²)
- reggenza di Gunung Kidul (1 485,36 km²)
- reggenza di Kulon Progo (586,27 km²)